# Lycée Turgot
Pour les articles homonymes, voir Lycée Turgot (homonymie).
Le lycée Turgot est un lycée public polyvalent situé dans le 3e arrondissement de Paris. Son entrée est située au 69 rue de Turbigo. Il possède, en plus des classes du secondaire (filière générale et STMG), des classes préparatoires en filière D1, D2, PCSI, PC et ECT, une classe de DCG, ainsi que des BTS SIO et en gestion des organisations.
Le lycée a été construit à l'emplacement du couvent et de la prison des Madelonnettes, démolis lors de l'ouverture de la rue de Turbigo, entre 1865 et 1866. Il est desservi par les stations de métro Arts et Métiers et Temple.

## Histoire

### De la création de l’école à son ouverture (1836-1839)
Trois ans après la loi Guizot de 1833 et de la création de l’enseignement primaire supérieur, la première École primaire supérieure de la ville de Paris, ultérieurement appelée lycée Turgot, est créée. En 1838, le pédagogue Pierre-Philibert Pompée en est officiellement nommé directeur.
Le choix de l’implantation du lycée s’est fait selon deux critères : d’une part, il fallait que le lycée soit situé à proximité des potentiels élèves (petite bourgeoisie industrielle et commerçante). D’autre part, il fallait un emplacement vaste et aéré. Le choix porte sur la rue Neuve Saint-Laurent et l'école est dénommée « École primaire supérieure de la rue Neuve Saint-Laurent ».
L'école ouvre ses portes le 14 octobre 1839 à 76 jeunes gens qui s’étaient fait inscrire.

### L'école Turgot sous la direction de Philibert Pompée (jusqu’en 1852)
L’enseignement dispensé est dit « moderne », c’est-à-dire sans latin. Les disciplines enseignées sont par exemple : le français, l’histoire-géographie, les mathématiques, l’histoire naturelle, le chant, la gymnastique, la physique et mécanique, le dessin, etc.
Les effectifs grossissent rapidement : ils sont de 150 élèves en 1841-1842, 210 élèves en 1844-1845, et 308 élèves en 1847-1848.
En 1847, l'établissement est renommé l’« École municipale Colbert » puis, à la suite de la révolution de 1848, « École municipale Turgot ».

### L'école Turgot sous la direction d’Émile Marguerin (1853-1868) puis de Victor Louis Porcher (1868-1896)

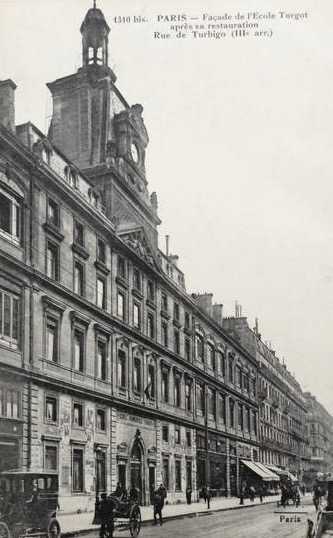
Carte de postale de 1904 figurant la façade avec le campanile.

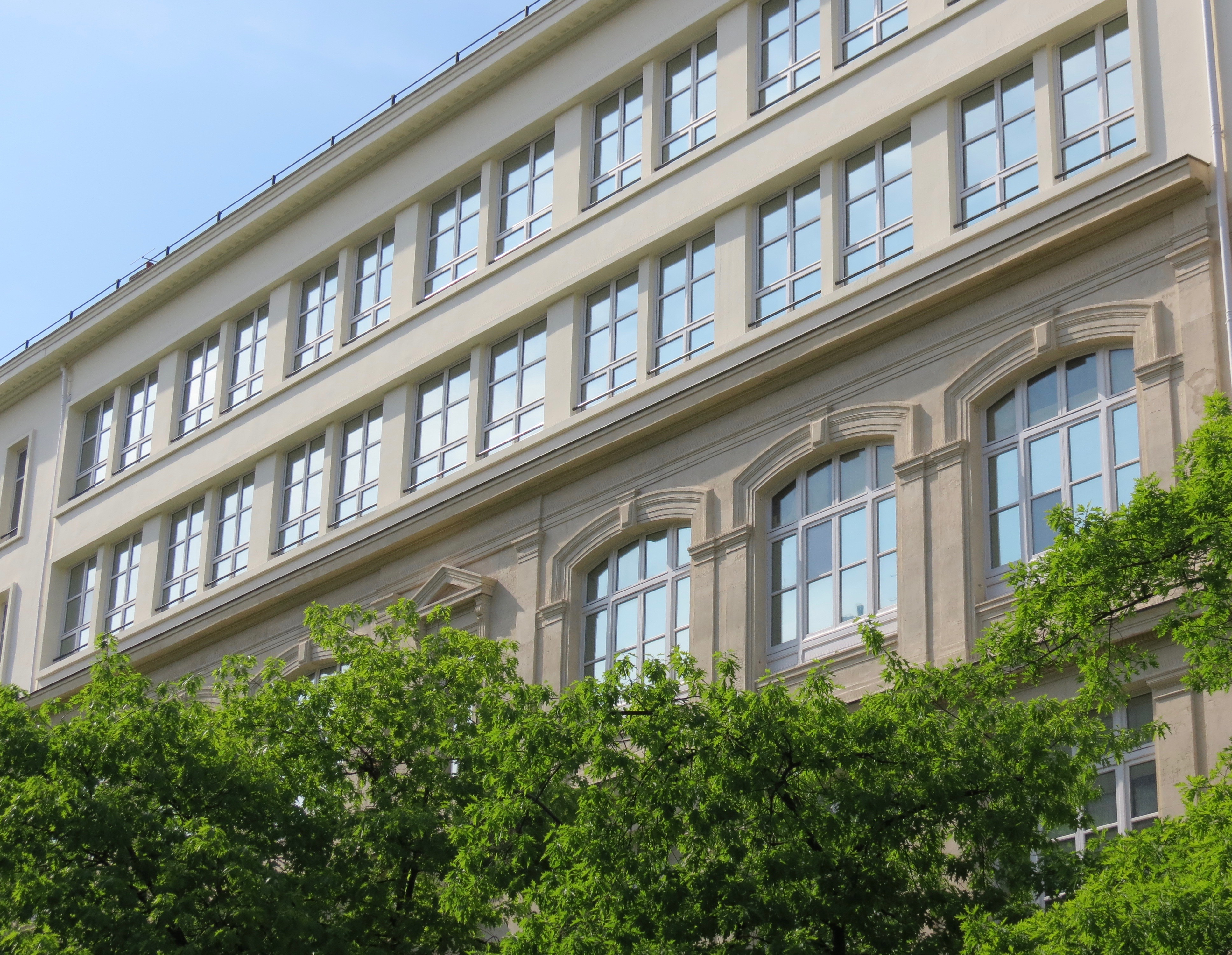
Façade actuelle du lycée.

Émile Marguerin dirige l'établissement de 1853 à 1868.
Les travaux d’agrandissements de l'école Turgot commencent en 1856. Cependant, neuf ans plus tard, un incendie a lieu dans l’enceinte du lycée. En 1867, des travaux importants sont entrepris dans le but d’agrandir le bâtiment, le long de la rue Turbigo, sur le site de l'ancienne prison des Madelonnettes.
À la suite de ces aménagements, l'école voit ses effectifs augmenter : il était de 500 en 1857 et 708 en 1895.
La façade de l'époque était ornée d'un campanile, réalisé par l'architecte Chat. Le bâtiment d'origine ayant été surélevé de deux étages, il a depuis disparu.

### Le lycée Turgot aujourd'hui
Son proviseur est Christophe Barrand jusqu'en juillet 2020, puis Karile Richard depuis septembre 2020.
En 2024 le lycée compte 9 classes de seconde générale, 6 classes de première générale, 2 classes de première STMG, 6 classes de terminale générale, 2 classes de terminale STMG, 19 classes d'enseignement supérieur.

## Classement du lycée
Le classement du lycée diffère selon le mode d'appréciation appliqué : En 2018, selon Le Parisien, le lycée se classe 11e sur 111 au niveau départemental et 47e sur 2326 au niveau national[réf. nécessaire]. Mais selon L'Express, il se classe 67e sur 108 au niveau départemental quant à la qualité d'enseignement, et 417e sur 2217 au niveau national. Ce second classement s'établit sur trois critères : le taux de réussite au bac, la proportion d'élèves de première qui obtient le baccalauréat en ayant fait les deux dernières années de leur scolarité dans l'établissement, et la valeur ajoutée (calculée à partir de l'origine sociale des élèves, de leur âge et de leurs résultats au diplôme national du brevet).

## Classements des CPGE
Le classement national des classes préparatoires aux grandes écoles (CPGE) se fait en fonction du taux d'admission des élèves dans les grandes écoles.
En 2019, selon L'Étudiant, le lycée Turgot est classé 2e sur 19 pour les CPGE ENS D1, préparant à l'École normale supérieure de Rennes, département droit-économie : sur 48 élèves en D1 au lycée, 5 ont été admis en 2019, soit 29 % des places au niveau national (17 places). En 2018, 7 élèves étaient admissibles et 1 a été admis.
Concernant les CPGE ENS D2, préparant à l'École normale supérieure de Cachan (économie), en 2016, sur 48 élèves, 16 étaient admissibles et 8 ont été admis, soit 31% des places au niveau national.
Il donnait le classement suivant pour les concours de 2018 pour les CPGE scientifiques :
| Filière | Élèves admis dans une grande école* | Taux d'admission* | Taux moyen sur 5 ans | Classement national | Évolution sur un an |
| --- | ----------------------------------- | ----------------- | -------------------- | ------------------- | ------------------- |
| PC / PC* | 1 / 27 élèves                       | 3,7 %             | 0,6 %                | 45eex-æquo sur 110  | ↗                   |
| Source : Classement 2019 des prépas - L'Étudiant (Concours de 2018). * le taux d'admission dépend des grandes écoles retenues par l'étude. Par exemple, en filière ECE et ECS, ce sont HEC, ESSEC, et l'ESCP ; en khâgne, ce sont l'ENSAE, l'ENC, les 3 ENS, et 5 écoles de commerce. |                                     |                   |                      |                     |                     |

## Personnalités liées au lycée

### Professeurs
- Emmanuel Beau de Loménie (1896-1974), historien
- Marc Bousseyrol (1959-), économiste, écrivain, normalien, professeur en activité le plus ancien de Turgot
- Pierre Boutang (1916-1998), philosophe et traducteur, également journaliste politique
- Pierre Goubert (1915-2012), historien
- Jean Guimier (1913-1975), professeur de sport

### Élèves
- Robert Barcia (1929-), militant trotskiste français, cofondateur de Lutte ouvrière.
- Claude Bartolone (1951-), homme politique[7],[8]
- Julien Bayou (1980-), secrétaire national d'Europe Écologie Les Verts
- Alain Berbouche (1949-), historien du droit
- Luc Besson (1959-), réalisateur, producteur et scénariste français
- Eugène Brieux (1858-1932), auteur dramatique, journaliste, voyageur et membre de l'Académie française
- Pierre Caillet (1928-2017), écrivain
- Honoré Champion (1846-1913), éditeur
- Lionel Chouchan, (1937-), écrivain
- Alpha Condé (1938 -), président de la république de Guinée
- Maurice Dayan (1935-2020), philosophe et psychanalyste
- Maxime Desjardins (1863-1936), acteur
- Robert Desnos (1900-1945), poète[8]
- Philippe Djian (1949), romancier, nouvelliste, parolier et scénariste
- Paul Dukas (1965-1935), compositeur
- Romain Duris (1974), acteur français
- Yves Gomy (1942-), entomologiste (coléoptériste)
- Joël Grynbaum (1948-), chef d'entreprise, militant syndical et politique
- Henri Hajdenberg (1947-), avocat français
- Daniel Iffla Osiris (1825-1907),  financier et mécène
- Serge July (1942-), journaliste
- Doudou Ka (1974-), homme politique sénégalais
- Richard Khaitzine (1947-), écrivain
- Sarah Knafo (1993-), haute fonctionnaire
- Henri Lagriffoul (1907-1981), sculpteur statutaire lauréat du grand Prix de Rome 1932 et sculpteur de l'avers des centimes de Franc 1962.
- René Lalique (1860-1945), maître verrier, bijoutier, joaillier et médailleur
- Pierre Lambert (1901-1973), préfet
- Paul Lebaudy (1858-1937), homme politique
- Léna Mahfouf (1997-), youtubeuse et influenceuse
- André Malraux (1901-1976), écrivain, aventurier et homme politique[8].
- J.A. Martin (1911-1949), alpiniste et explorateur polaire
- Pierre Mendès-France (1907-1982), homme politique
- Claude Miller (1942-2012), cinéaste
- Arnold Migus (1948-), chercheur
- Alain Minc (1949-), essayiste, économiste et conseiller politique
- Robi Morder (1954-), juriste du travail et politiste, spécialiste des mouvements lycéen et étudiant
- Noël-Noël (1897-1989), acteur
- André-Louis Perinetti (1933-), metteur en scène de théâtre
- Guy Poussy (1933-), homme politique
- Daniel Prévost (1939), comédien et humoriste Français
- Jean-Jacques Romero (1945-) syndicaliste
- Pierre Rondeau (1987-), économiste[réf. nécessaire]
- Édouard Salustro (1929-2013), homme d'affaires
- Jean Sarkozy (1986-), homme politique[8]
- Éric Serra (1959-), bassiste français
- Jean Volff (1938-), magistrat
- Jean Yanne (1933-2003), acteur

## Documentaire
- Allons enfants (2022)